# Salluca ruptilinea
Salluca ruptilinea är en fjärilsart som beskrevs av William Schaus 1912. Salluca ruptilinea ingår i släktet Salluca och familjen tandspinnare. Inga underarter finns listade.